# Tigard
Tigard é uma cidade localizada no estado norte-americano de Oregon, no Condado de Washington.

## Demografia
Segundo o censo norte-americano de 2000, a sua população era de 41.223 habitantes.
Em 2006, foi estimada uma população de 49.100, um aumento de 7877 (19.1%).

## Geografia
De acordo com o United States Census Bureau tem uma área de
28,1 km², dos quais 28,1 km² cobertos por terra e 0,0 km² cobertos por água.

## Localidades na vizinhança
O diagrama seguinte representa as localidades num raio de 8 km ao redor de Tigard.